# Od zmierzchu do świtu
Od zmierzchu do świtu (ang. From Dusk Till Dawn) – amerykański film z 1996 roku wyreżyserowany przez Roberta Rodrigueza, do którego scenariusz napisał Quentin Tarantino. Występują w nim gwiazdy Hollywood – m.in. George Clooney, Harvey Keitel, Quentin Tarantino, Juliette Lewis, Salma Hayek i Cheech Marin oraz Tom Savini.

## Obsada
- Harvey Keitel jako Jacob Fuller
- George Clooney jako Seth Gecko
- Quentin Tarantino jako Richie Gecko
- Juliette Lewis jako Kate Fuller
- Ernest Liu jako Scott Fuller
- Salma Hayek jako Santanico Pandemonium
- Cheech Marin jako celnik, Chet Pussy oraz Carlos
- Danny Trejo jako Razor Charlie
- Tom Savini jako Sex Machine
- Fred Williamson jako Frost
- Michael Parks jako strażnik teksasu Earl McGraw
- John Saxon jako agent FBI Stanley Chase

## Opis fabuły
Film opowiada o dwóch braciach, kryminalistach o imionach Seth i Richard, którzy próbują uciec ze Stanów do Meksyku. Zabijają troje ludzi po czym porywają wóz kempingowy, w którym znajdują się tracący wiarę pastor Jacob Fuller i dwoje jego dorastających dzieci - Kate i Scott. Dzięki pomocy rodziny bracia przedostają się przez granicę.
Wkrótce potem grupa dociera do baru Titty Twister, gdzie bracia mają się spotkać ze swoim wspólnikiem, Carlosem. Atrakcją lokalu okazuje się taniec pięknej Santanico Pandemonium. Tuż potem nastaje zmierzch. Bracia uczestniczą w bójce a nagle Santanico, czując woń krwi, przemienia się w wampira i rzuca się na Richarda. Seth strzela do wampirzycy, ale nie udaje mu się już uratować brata. Nagle cała obsługa baru zamienia się w wampiry, które w mgnieniu oka zabijają większość gości.
Rzeź przeżywają tylko Seth, Fullerowie i jeszcze dwaj goście - Sex Maszyna i Frost, weteran wojny w Wietnamie. Szybko porozumiewają się, aby przetrwać noc. Zabici goście, w tym Richard, budzą się do życia jako wampiry, co zmusza ocalałą grupkę do zabicia ich wszystkich (Sethowi zabicie brata przychodzi z ogromnym bólem). Jeden z wampirów gryzie Sex Maszynę, który zaraża Jacoba Fullera i Frosta. Seth i Fullerowie chronią się w magazynie, żeby nie dopadła ich horda wampirów. Jacob wiedząc, że i tak umrze, wymusza na pozostałych, żeby go zabili, zanim zacznie się przemieniać. Dochodzi do ostatecznej konfrontacji, w której giną przemienieni Frost, Sex Maszyna i Jacob Fuller, a także Scott. Wkrótce nastaje świt i wszystkie wampiry giną spalone przez światło słońca. Noc udaje się więc przeżyć tylko dwóm osobom - Sethowi i Kate.

## Kontynuacje
Film doczekał się dwóch kontynuacji: Od zmierzchu do świtu 2 i Od zmierzchu do świtu 3: Córka kata. Jedynym aktorem, który pojawił się we wszystkich trzech odsłonach, był Danny Trejo.